# Alexander Chalusiak
Alexander Chalusiak (* 9. April 1991) ist ein deutscher Basketballspieler.

## Werdegang
Chalusiak rückte im Sommer 2010 ins Aufgebot der gerade in die 2. Bundesliga ProB aufgestiegenen BG Leitershofen/Stadtbergen, nachdem er zuvor für die zweite Mannschaft des Vereins gespielt hatte. Er trug in der Saison 2010/11 zum Gewinn der Vizemeisterschaft in der 2. Bundesliga ProB bei. Nach dem Sprung in die 2. Bundesliga ProA erzielte der 1,88 Meter große Aufbauspieler in der Zweitligasaison 2011/12 in 27 Einsätzen im Durchschnitt 1,3 Punkte je Begegnung und musste mit seiner Mannschaft den ProA-Abstieg einstecken. Hernach war Chalusiak mit der BG Leitershofen/Stadtbergen wieder in der 2. Bundesliga ProB vertreten, 2014 stieg man in die 1. Regionalliga ab. In dieser zählte Chalusiak bis 2016 zum Aufgebot der Mannschaft.
Chalusiak zog sich in die Bayernliga zurück, verstärkte ab 2016 den TV 1847 Augsburg, mit dem er 2019 Meister der Bayernliga Mitte wurde und anschließend ab dem Spieljahr 2019/20 in der 2. Regionalliga antrat. Im Laufe der Saison 2021/22 fiel er wegen eines Knorpelschadens im Knie aus.